# Pinhal Interior Norte

Lagekarte von Pinhal Interior Norte

Pinhal Interior Norte ist eine statistische Subregion Portugals. Sie ist Teil der Região Centro und auf die Distrikte Coimbra und Leiria aufgeteilt. Im Norden grenzt Dão-Lafões, im Osten Serra de Estrela und Cova da Beira, im Süden Pinhal Interior Sul und Médio Tejo und im Westen Pinhal Litoral und Baixo Mondego an die Region. Fläche: 2617 km². Bevölkerung(2001): 138 543. Die Subregion gliedert sich in 14 Kreise:
- Alvaiázere
- Ansião
- Arganil
- Castanheira de Pêra
- Figueiró dos Vinhos
- Góis
- Lousã
- Miranda do Corvo
- Oliveira do Hospital
- Pampilhosa da Serra
- Pedrógão Grande
- Penela
- Tábua
- Vila Nova de Poiares